# Lymnas signata
Lymnas signata är en fjärilsart som beskrevs av Hans Ferdinand Emil Julius Stichel 1910. Lymnas signata ingår i släktet Lymnas och familjen Riodinidae. Inga underarter finns listade i Catalogue of Life.